# رود ألدريدغ
رود ألدريدغ (بالإنجليزية: Rod Aldridge)‏ هو رائد أعمال بريطاني، ولد في 7 نوفمبر 1947 في إنجلترا في المملكة المتحدة.